# Tivoli, Lazio
För andra betydelser, se Tivoli.
Tivoli (it. uttal:  [ˈtiːvoli]) är en ort och kommun i storstadsregionen Rom, före 2015 provinsen Rom, i regionen Lazio i Italien. Kommunen hade 56 472 invånare (2018) och gränsar till kommunerna Castel Madama, Guidonia Montecelio, Marcellina, Rom, San Gregorio da Sassola, San Polo dei Cavalieri och Vicovaro.
Den antika latinska staden Tibur grundlades på en strategiskt viktig plats ovanför floden Anienes (Lat. Anio) vattenfall, som här störtar sig ner från Sabinerbergen till den romerska kampanjan.
I stadens omgivningar är Hadrianus villa belägen. Här hade även poeten Horatius sin lantgård, dit han kunde dra sig tillbaka, när sommarvärmen i Rom blev alltför påfrestande.
Strax väster om staden finns en av världens största fyndigheter av travertin. Från dessa stenbrott har sten hämtats sedan antiken, bland annat till det närbelägna Roms stora kejserliga byggnadsverk.

## Kända personer från Tivoli
- Francesco Lollobrigida, politiker
- Nicola Zalewski, fotbollsspelare